# Eucosmophora sideroxylonella
Eucosmophora sideroxylonella là một loài bướm đêm thuộc họ Gracillariidae. Loài này có ở Cuba và Florida.
Chiều dài cánh trước là 3.4 mm đối với con đực và 3.8 mm đối với con cái.
Ấu trùng ăn Lyonia fruticosa, Dipholis salicifolia, Manilkara jaimiqui, Sideroxylon foetidissimum, Sideroxylon celastrinum và Sideroxylon pallidum. Chúng ăn lá nơi chúng làm tổ. 